# Лавиярви (озеро)
Ла́вия́рви (Лави-ярви; фин. Lavijärvi) — озеро на территории Хаапалампинского сельского поселения Сортавальского района Республики Карелия.

## Общие сведения
Площадь озера — 2,2 км², площадь водосборного бассейна — 60,4 км². Располагается на высоте 5,9 метров над уровнем моря.
Форма озера лопастная. Берега изрезанные, каменисто-песчаные, местами скалистые.
В озеро втекает ручей, текущий из озёр Латваярви, Питкяярви и Куоккаярви. Вытекает протока, впадающая в озеро Поляково и, далее, в Ладожское озеро.
С юга в озеро втекает протока из озера Пойкелусъярви.
С северо-запада от озера проходит грунтовая дорога местного значения 86К-336 («Сайконен — Койвусильта»).
Населённые пункты возле озера отсутствуют. Ближайший — посёлок Ниэмелянхови — расположен в 3 км к юго-востоку от озера.
Название озера переводится с финского языка как «ошейник-озеро».
Код объекта в государственном водном реестре — 01040300211102000013148.